# Флаг Электрогорска
Флаг Электрого́рска — официальный символ городского округа Электрогорск Московской области Российской Федерации.
Флаг утверждён 24 февраля 2004 года и внесён в Государственный геральдический регистр Российской Федерации под номером 1487.
Флаг, разработанный на основе герба, языком символов и аллегорий отражает исторические, культурные и экономические особенности района.

## Описание
«Прямоугольное зелёное полотнище с отношением ширины к длине 2:3, несущее в центре горизонтальную полосу в 1/3 ширины полотнища, состоящую из пяти узких жёлтых и четырёх широких синих продольных полос; по диагонали полотнища расположена красно-бело-жёлтая „громовая стрела“ и на нижней зелёной полосе три жёлтых бруска, смещённых к свободному краю».

## Обоснование символики
Зелёный цвет полотнища — цвет лесов и полей, которыми окружён город.
Синие и жёлтые продольные полосы символизируют линии электропередачи.
Красно-бело-жёлтая «громовая стрела» символизирует электрический разряд.
Три жёлтых бруска символизируют торф, благодаря которому образовался Электрогорск в 1912—1914 годах, как посёлок Электропередача, при строившейся первой в стране торфяной электростанции (ГРЭС им. Р. Э. Классона). Объединившись в 1915 году через Глуховскую ТЭЦ, Богородскую и Измайловскую подстанции с Московской ГЭС-1, а в 1919 году с Орехово-Зуевской ТЭЦ и понизительными станциями в Павловском Посаде, в единую энергосистему. Весь комплекс со станцией стал технологическим прорывом, позволившим менее зависеть от поставок кавказской нефти и развиться на новом уровне местной промышленности.